# ジェイトリップバー
ジェイトリップバー（J TRIP BAR）は、1980年代から90年代にかけて株式会社三俱（かぶしきがいしゃみつとも）が経営したダンスバーである。

## 概要
溜池・六本木・渋谷・苗場・湘南・西麻布など、当時の若者が集まるエリアに次々に出店し成功を収めた。当初の溜池店や六本木店では、芸能界等の業界関係者等が出入りする前衛的なバーであったが、やがて店内で流れる曲に合わせて踊る客が増え、次第にディスコ化していった。また、J TRIP BARという冠名につづく各店舗の店名や紹介にはDISCO等の記述は一切使わず、bar・dance hallといった記述で一貫するこだわりがあった。店のスタイルも、バブル期に流行したマハラジャに代表される豪華系のディスコとは一線を画し、日比野克彦をアートプロデュースに迎えるなど、芸術性のある内装やハウス系音楽を取り入れていた。一部の店舗には俗称がある。「今日につながるクラブスタイルのはしり」とも言われている。

## 経営母体
ゴルフ場経営を主とした実業家の塚本啓一が率いた通称塚本グループが経営母体で、直接の経営は同グループにおいて飲食店展開を主務とする、株式会社三俱である。同社代表取締役会長が塚本で、代表取締役社長が塚本の妻であり、かつて元祖バイリンガルとして人気を博した塚本ジューン・アダムスである。
同社は港区を中心にバー・ダンスホール・レストランを展開し、全盛期にはJ TRIP BAR数店舗をはじめ、焼肉レストラン数店舗・イタリアンレストラン数店舗・スイスレストラン・海の家など10数店を経営していた。バブル期前後特有の華美で派手ないわゆるゴージャス系のしつらえが流行する中、一貫してアート志向やシックな高級路線を志向し、世代ごとの高感度な層に根強いファンを獲得していた。バブル崩壊後も、主に欧米人をオーディションにより厳選して採用した、本格的な高級路線の外国人トップレスショーをウリにしたJ FOXX、J MENsなどを大ヒットさせ、ナイトシーンのエポックメイキング的存在であったが、勝新太郎と組んだ映画『座頭市』の失敗や、巨額の投資をした西麻布での大規模店舗展開、さらにはバブル崩壊よる経営母体のゴルフ場も経営が次第に悪化し、塚本グループごと解散となった。

## 展開した各店舗
それぞれの店舗について、以下に示す。
- J TRIP BAR

「六J」と呼ばれた店舗である。
1984年に溜池で開店したが、1986年5月に六本木飯倉片町近くに移転。日比野アートを前面に出した前衛的な雰囲気で、ダンススペースはないバーとしての設計だった。当初は高感度な業界人が多く、ノリのいい曲がかかると座席の間の通路で踊りだすようなスタイルだったが、当時大流行したディスコの麻布十番、マハラジャが深夜営業ができず0時過ぎには閉店していたため、踊り足りない若者が流れてくるようになり、金曜日・土曜日の深夜限定で入場料制にして曲を大音響で流す、いわゆるディスコスタイルを導入したところ、BARスタイルよりもディスコスタイルに客が来店するようになる。全盛期の店内は寿司詰め状態で、踊るというより体を揺らすといった程度の動きしかできないほどであったが、客は男女とも概ね飲酒によるトランス状態で、店内のいたるところで接吻を序の口とした性的接触が行われていたほどである。客足の衰えてきた時期に、入居ビルの建て替えが重なり閉店した。
- J TRIP BAR NAEBA

「苗J」と呼ばれた店舗である。
1986年12月、空前のスキーブームに沸く当時にあって、若者の憧れのスキー場として特に人気が高かった苗場スキー場のエリアにもJ TRIP BARを開店し、冬季だけの季節営業をしていた。系列の焼肉レストランと隣接してコンクリート打放しの建物を建て、日比野アートに本格的なJ TRIP BARをそのまま大きくして持って来たようなしつらえだった。全盛期は平日休日を問わず連日着飾った若者たちで満員となり、それまでのスキー場のローカルなディスコとは全く異なる、東京のディスコ文化そのものであった。スキーをしない人ですらJ TRIP BARに行くために苗場に行くという現象まで見られ、苗場の夜の町におしゃれな若者が大挙集うという成功を収めた。
- J TRIP BAR DANCE HALL SHIBYA

「渋J」と呼ばれた店舗である。
1987年5月、J TRIP BARのディスコスタイルの大盛況を踏まえ、ダンススペースをしつらえた、常時ディスコスタイルの渋谷店を開店した。ディスコ全盛期の中、あえてディスコという記述や紹介を用いずにダンスホールとうたい、日比野アートも取り込んでJ TRIP BARブランドの独自性を継承していた。当時の渋谷のディスコは、高校生を含むハイティーンの、いわば子供の溜り場という位置づけに見られていて、大学生以上はもっぱら六本木界隈のディスコに行くのが主流であったため、渋谷でのJ TRIP BARの開店を危惧する声もあった。ところが蓋を開けてみると、開店に際しては早い時間帯にも関わらず、数千人の大学生が行列をなすほどの人気となり、開店後もしばらくはこの人気が継続して、平日も含めて連日長い入店待ちの行列ができるほどであった。ただし、J TRIP BARの異常なトランス状態とは区別化し、“六Jは乱れる処”・“渋Jは踊る場所”という暗黙の定義づけがなされていた。VIP席には連日必ずといっていいほど芸能人の姿が見られ、ダンススペースの大学生らと入り混じって踊るなど芸能人を身近に感じられる場所でもあった。間もなく大学生遊び系サークルが空前のブームになると、そのオピニオンリーダー的な層を顧客化し、彼らを主体としたサークル文化全盛の象徴的な場所となっていった。やがて彼らが社会人となって学生の世代交代が進み客足が衰え始めると、店舗を全面改装してJ TRIP BAR DANCE FACTORYとし1991年にリニューアルオープンするが、客足の衰退に効果は無かった。
- J TRIP BAR ENDMAX

「エンドマックス」と呼ばれた店舗である。
1990年、急速にディスコ文化がクラブ化していく中で、前衛的なクラブ文化をひらくべく、東麻布の一の橋交差点付近に開店する。それまでのJ TRIP BARの特徴であった日比野アートを廃し、色彩もほとんどない極めて無機質なコンクリートの箱に、桁違いの音響と照明の設備をしつらえたのが特徴である。あまりにも前衛的過ぎて、マニアックなクラブキッズのウケは良かったものの、それまでのディスコやクラブの大きな要素の一つである、男女の出会いの場というシーンの創造に至らず、また前年に芝浦に開店した超大箱のクラブのGOLDの大ヒットも影響し、大きな成功には結びつかなかった。
- J TRIP BAR SPLASH PARTY SHONAN

「J TRIP海の家」と呼ばれた店舗である。
当時最大規模の学生サークルの卒業生を採用し、そのサークルの後輩たちが主体となり運営する、夏季だけの海の家を1990年7月に江の島の片瀬西浜海岸に開店する。近年の海の家のクラブ化のはしりであった。当時の現地共同組合の規制は厳しく本格的なクラブ営業はできず、通常は海水浴客を対象とした、カリビアンミュージックをBGMにした、ウッドデッキで床あげされたリゾートテイストの飲食所、シャワー所であったが、営業時間後にはJ TRIP BARの常連たちが連日のようにPARTYを開き、J TRIP BRA DANCE HALL SHIBYA にて録音された音楽をBGMに盛り上がっていたが、開店初年度は記録的な冷夏、翌年はシャワー設備の壊滅的な不具合などにより、経営的には成功していない。
- J TRIP BAR WANNA DANCE

「ワナダンス」と呼ばれた店舗である。
1992年4月、西麻布にあった系列の会員制ダンスホールJBアンダーグラウンドを、J TRIP BARブランドでリニューアルした。1989年開店の芝浦GOLDや、1991年開店のジュリアナ東京をはじめ、この頃は既に大箱全盛時代であった。比較的小規模を持ち味としたJ TRIPブランドが、再び若者たちのナイトシーンの伝説をつくるほどの大ヒットには至らなかったが、J TRIP BAR・J TRIP BRA DANCE HALL SHIBYAの全盛時代とはすっかり世代交代した、この時期の新しい若者世代にJ TRIP BARという名を新たに認知させた。

## その他の系列店舗
それぞれの店舗について、以下に示す。
- J CLUB TAMEIKE

「溜J」と呼ばれた店舗である。
大学生が中心顧客であったJ TRIP BARに対して、大学を卒業した後に行ける、少し大人のJをコンセプトに1989年に溜池に開店。ある程度の賑わいは見せたが、若い世代の社会人の夜の遊び場の中心が、銀座方面・ウォーターフロント方面になる中で、溜池にそうした社会人を大勢呼び込む段階には至らなかった。
- サージェント・ペッパーズ

六本木・代官山・苗場に展開した焼肉レストラン。それまでの焼肉店とは違い、おしゃれな雰囲気がウリで、ゆったりとしたジャズが流れる空間で上質の焼肉を味わえるという、当時としては画期的な業態で、おしゃれをしてデートに使う客も多かった。
- チブレオ

三俱が建築段階から関わり、全館同社の店舗によるテナントで構成された、西麻布のザ・ウォールビルの最上階に1990年に開店した本格的イタリアレストラン。フィレンツェの名店とライセンス契約を結び同店名となった（後にライセンス契約切れによりフクイに改名した）。雰囲気・味ともに評判を呼び、特に芸能人が多く来店することで有名っだった。六本木に同店のカジュアル版・チブレオ トラットリアも展開していた。
- JB

ザ・ウォールの開業に合わせ、同ビルの地下2階から2階までを使い1990年に開店した会員制のラウンジ。店側が厳選した会員かその紹介があって、かつ店側の審査に通った者しか会員になれないという鳴物入りの業態でスタートした。会員かその同伴でないと、地下1・2階のダンスエリア以外の上階ラウンジには絶対に入れないという、一般客には厳しい規制をしたため、芸能人や一部の成金系、いわゆるヤングエグゼクティブと言われた人々に重宝されたが、莫大な投資に見合う売上には遥かにたちせず、徐々に会員制の仕組みがゆるくなったが対処が遅れ、それまでの数年で培ってきたJ TRIP BARの顧客層を取り込む事はできなかった。
- J FOXX

J CLUB溜池の後に1990年に開店した本格的なエンターテイメントトップレスバー。パリやニューヨークで本格的なオーディションを行い、破格な待遇で厳選採用した外国人美女たちが繰り広げる本格的なトップレスダンスショーは、それまでのストリップの延長のような卑猥なトップレスショーの概念を変え、女体の美しさを用いた本格エンターテイメントとして広く老若男女に受け入れられ、マスコミにも頻繁にとりあげられるなど、一躍この時期の三俱グループを牽引するほどの人気店になった。プロデューサーには元ディスコ マハラジャのチーフDJ、 長谷川晃一郎を起用した。
- J MENS

J FOXXの大ヒットを受け、JBの後に1992年に開店した男性版のトップレスバー。超美形で肉体美を誇る外国人男性たちの本格的なトップレスショーが、老若を問わない幅広い女性に大ウケし、はとバスツアーに組み込まれるなど、J FOXX以上の大人気店となった。